# Coaldale (Colorado)
Pour les articles homonymes, voir Coaldale.
Coaldale est une census designated place du comté de Fremont dans le Colorado.
Sa population était de 255 habitants en 2010.

## Démographie
| 2000 | 2010 | - | - | - | - |
| ---- | ---- | - | - | - | - |
| 158  | 255  | - | - | - | - |